# Viyan Mayi
Viyan Mayi, född 1960, är en svensk kurdisk filmregissör.
Viyan Mayi föddes i byn Maye i södra Kurdistan, känt som irakiska Kurdistan. Mayi flyttade till Sverige 1993. Hon studerade kommunikation och media och demokratisk värdegrund i Sverige. Mayi återvände till Kurdistan 2004 och ledde under en tid Filmhuset i Dahuk. Hon startade den första Dahuk filmfestival som i dag är ett årlig evenemang i staden. Mayi har kämpat för kvinnors rättigheter med olika aktiviteter men speciellt med hjälp av film. Majoriteten av Mayis filmer speglar ett kvinnoperspektiv.

## Filmografi
- Kevoka Spî – Den vita duvan
- Dîdarek bê jivan
- Merg û namûs – Död och ära
- Doz – Kamp
- Kicha kurda